# Quỳ Thanh
Quỳ Thanh (tiếng Trung: 葵青區; bính âm: Kuíqīng Qū; Việt bính: kʰwɐi11 tsɪŋ55 kʰɵy55) là một trong 18 quận của Hồng Kông. Quận bao gồm hai phần - Quỳ Dũng và đảo Thanh Y. Quỳ Thanh là một phần của Tân Giới. Dân số quận năm 2001 là 477.092 người. Đây là quận có dân trí thấp thứ ba và mức thu nhập bình quân dưới trung bình của toàn đặc khu.
Quỳ Thanh vốn không phải là một quận khi hệ thống 18 quận được lập ra vào thập kỷ 1980. Khu vực này thuộc về quận Thuyền Loan cho đến năm 1985. Quận mới từng được gọi là Quỳ Dũng cập Thanh Y khu) (葵涌及青衣區) cho đến năm 1988, khi được đổi lại cho ngắn gọn thành Quỳ Thanh khu.
Cái cảng container mang tầm cỡ quốc tế nằm ở khu vực quận này, dọc theo bờ eo biển Rambler giữa Quỳ Dũng và đảo Thanh Y. Cuầ Thanh Mã, nối với Sân bay quốc tế Hồng Kông bắt đầu từ mũi tây bắc của đảo Thanh Y.
Trên 75% cư dân trong quận sinh sống trong các bất động sản công. Quận là một phần của Khu đô thị mới Thuyền Loan. Không giống như các khu đô thị mới khác tại Hồng Kông, quận không có khu đô thị hạt nhân trong quá trình phát triển.